# Cave (Missouri)
Cave é uma cidade  localizada no estado americano de Missouri, no Condado de Lincoln.

## Demografia
Segundo o censo americano de 2000, a sua população era de 7 habitantes.
Em 2006, foi estimada uma população de 8, um aumento de 1 (14.3%).

## Geografia
De acordo com o United States Census Bureau tem uma área de
2,6 km², dos quais 2,6 km² cobertos por terra e 0,0 km² cobertos por água.

## Localidades na vizinhança
O diagrama seguinte representa as localidades num raio de 16 km ao redor de Cave.